# Palais abbatial Jean de Bourbon
 (octobre 2023).
Si vous disposez d'ouvrages ou d'articles de référence ou si vous connaissez des sites web de qualité traitant du thème abordé ici, merci de compléter l'article en donnant les références utiles à sa vérifiabilité et en les liant à la section « Notes et références ».
Le palais abbatial Jean de Bourbon, datant du XVe siècle, est la résidence des abbés de Cluny (Saône-et-Loire) construite par Jean de Bourbon.
Ce bâtiment est aujourd'hui occupé par les collections du musée d'Art et d'Archéologie de Cluny, anciennement musée Ochier.

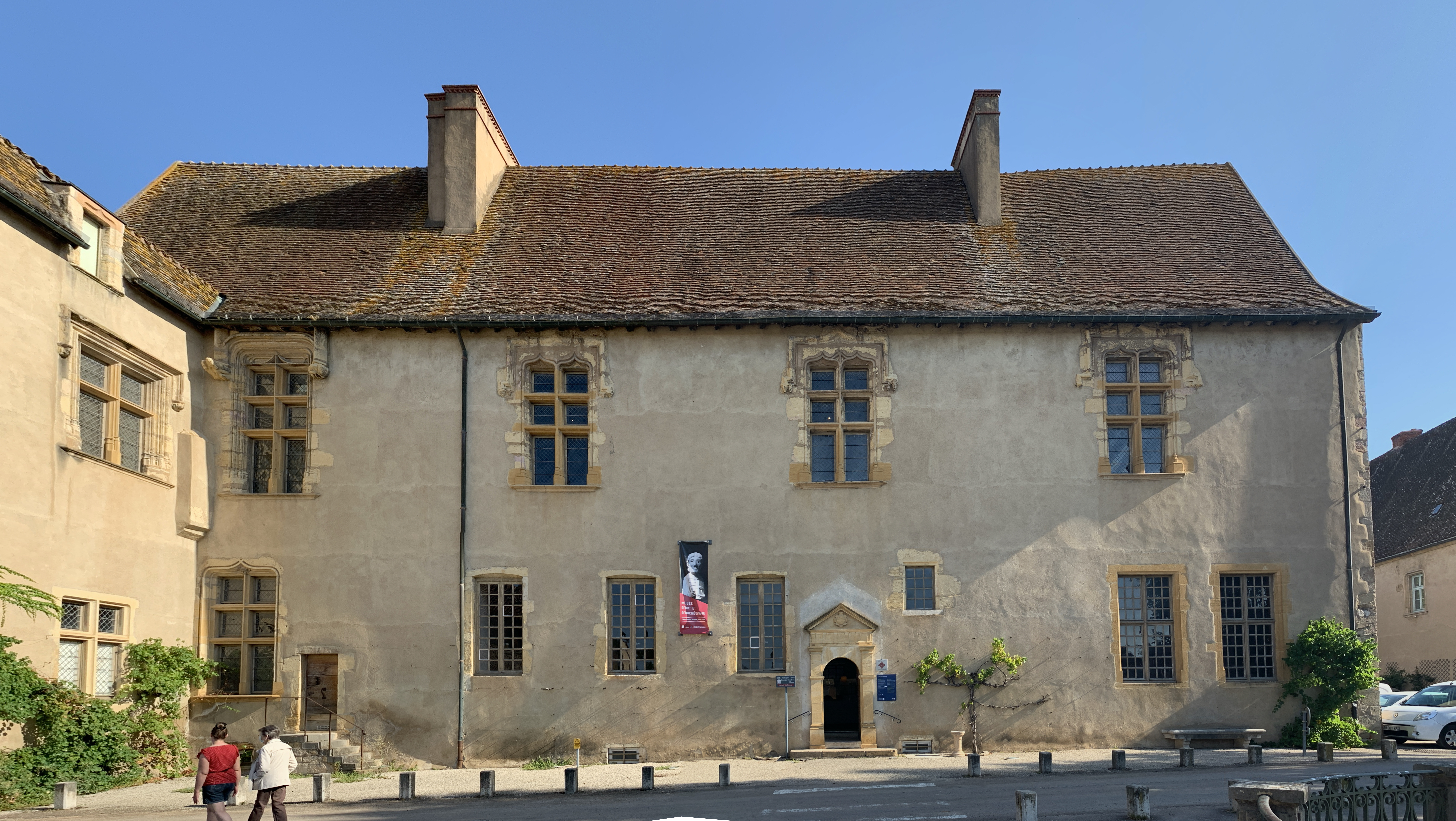
Façade du palais abbatial.
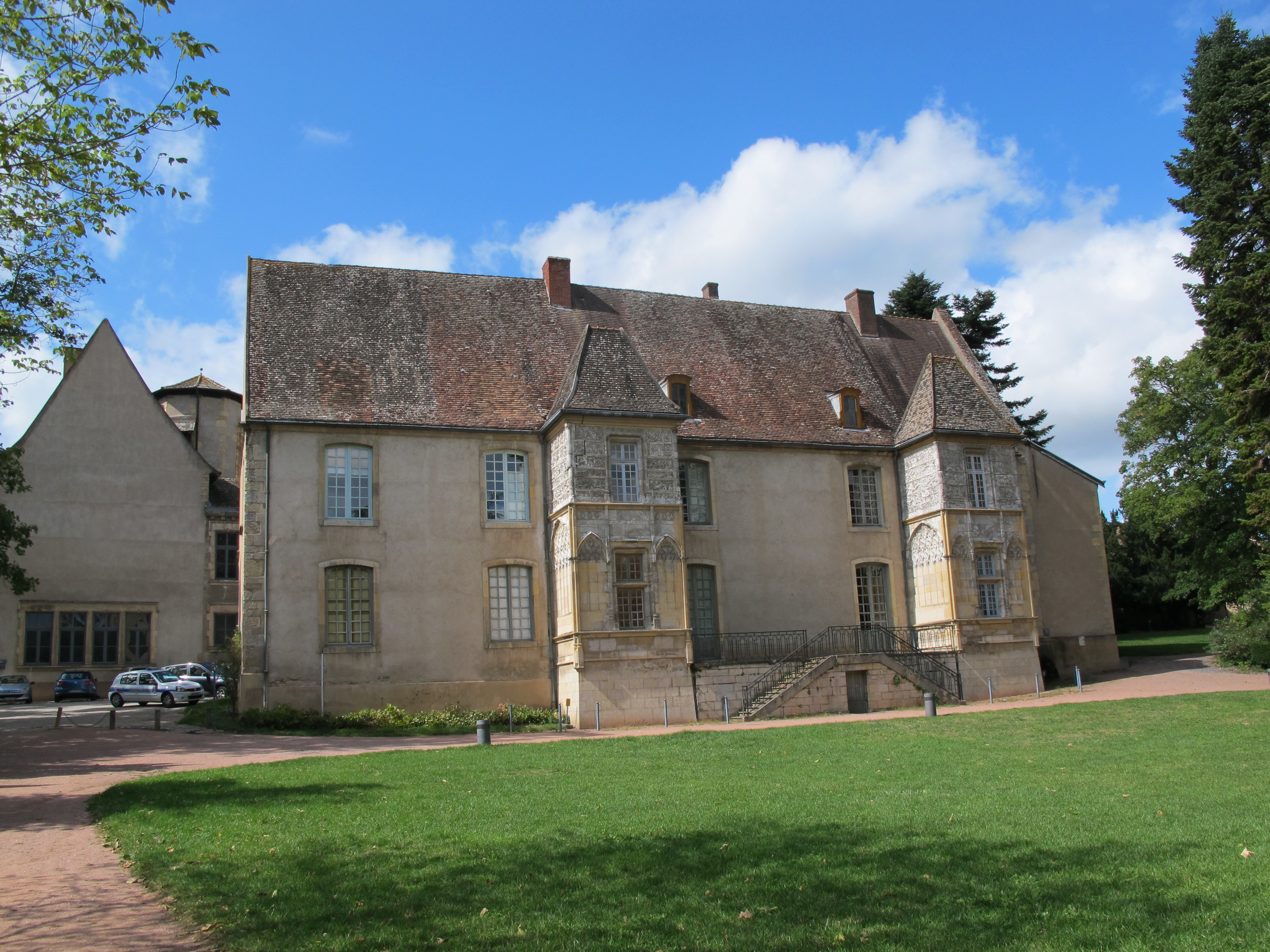
Arrière du bâtiment.
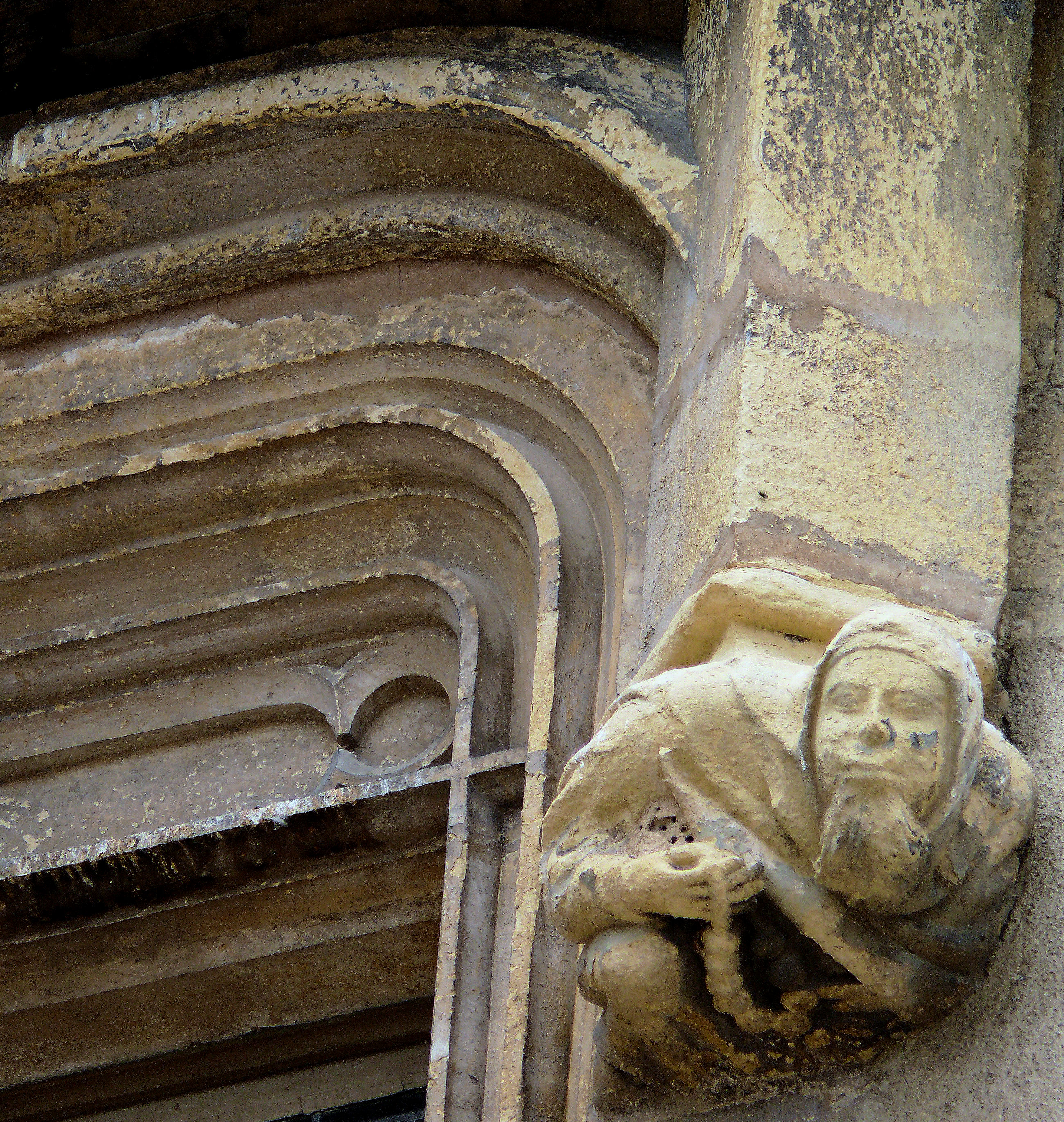
Détail d'une fenêtre.

## Histoire
Abbé de 1456 à 1485, Jean de Bourbon nommé par Charles VII - rompant ainsi avec la tradition des élections bénédictines -, avait choisi de résider à l’écart du reste de la communauté monastique, ce qui n'avait encore jamais été fait et qui sera imité par ses successeurs.
Il a ainsi fait construire sa résidence près de l’abbaye, sur une terrasse au nord de Cluny III. Il réalise un véritable palais sur quatre niveaux (incluant les caves et les combles) et surplombe le parvis. Trois vastes cheminées gothiques, ses armes et des pavements ornés de cette époque y sont encore visibles.

### Collections
Les collections du musée se composent de vestiges de l'abbaye de Cluny III et de vestiges civils.
Une maquette au rez-de-chaussée permet d'appréhender le site dans son ensemble.

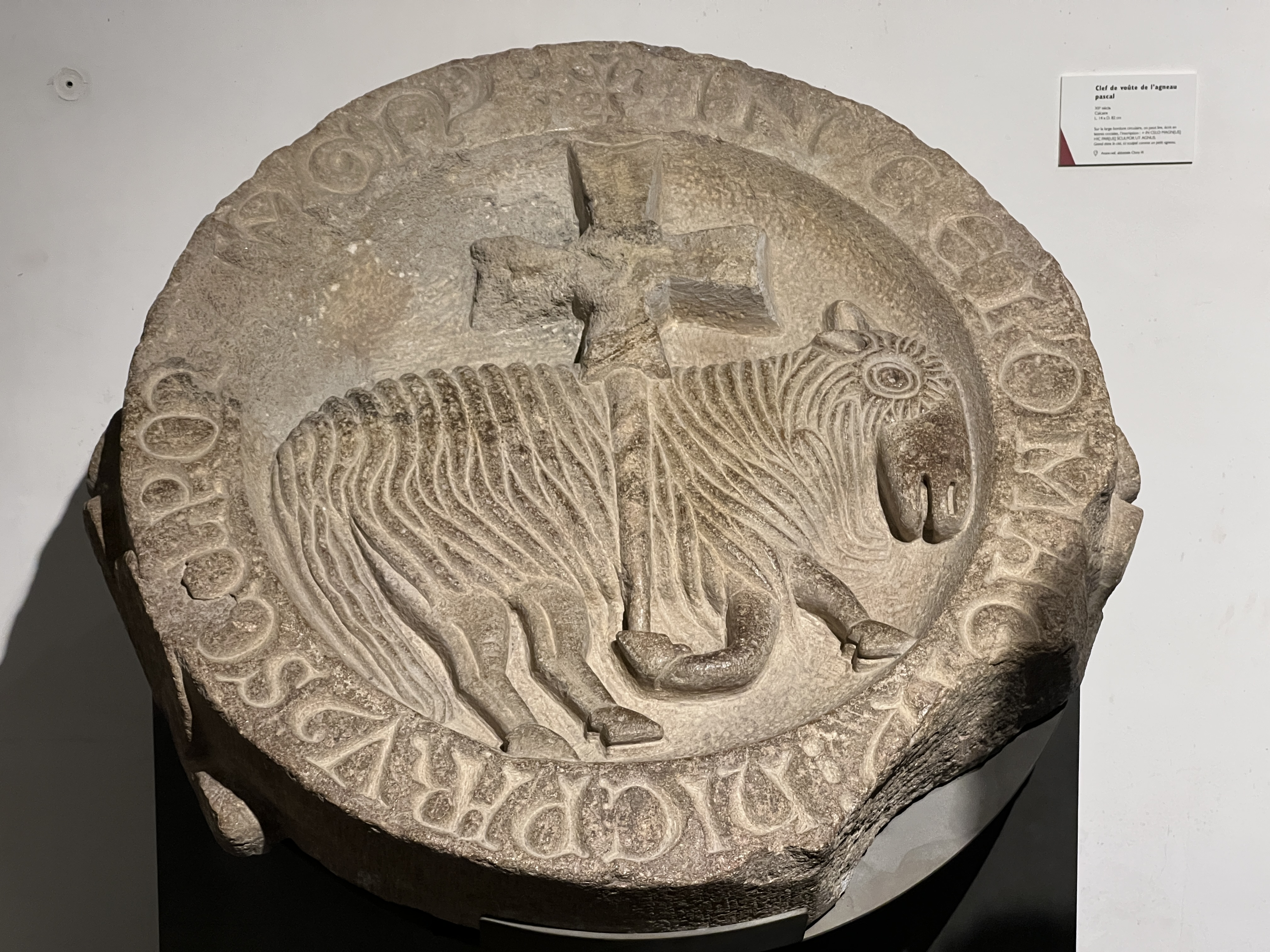
Clef de voûte de l'agneau pascal. Musée d'Art et d'Archéologie, Cluny.

Le sous-sol en particulier est consacré à l'abbaye, on y trouve quelques lapidaires religieux et surtout la clef de voûte qui se situait dans l'avant-nef juste avant le portail et qui figure l'agneau pascal. Cet agneau est par ailleurs figuré sur de petits panneaux à divers endroits de la ville, indiquant le musée.
Le premier étage présente les chefs-d’œuvre civils, comme des frises et claires-voies. Un local protégé par une paroi de verre présente les essais en cours des chercheurs pour reconstituer le lapidaire. Le premier étage abrite également une bibliothèque du XVIIIe siècle, renfermant près de 5 000 ouvrages.
Un petit film présente la construction et la démolition de l'abbaye, ainsi que la reconstitution d'éléments bien identifiés du grand portail, notamment du tympan, exposés au musée de Cluny à Paris lors de l'exposition Cluny 1120 du 28 mars au 2 juillet 2012.